# Paulnay
Paulnay ist eine französische Gemeinde mit 349 Einwohnern (Stand: 1. Januar 2022) im Département Indre in der Region Centre-Val de Loire. Sie gehört zum Arrondissement Le Blanc und zum Kanton Le Blanc. Die Einwohner werden Paulinois genannt.

## Geographie
Paulnay liegt im Regionalen Naturpark Brenne (frz.: Parc naturel régional de la Brenne), etwa 50 Kilometer westnordwestlich von Châteauroux. Nachbargemeinden von Paulnay sind Cléré-du-Bois im Norden und Nordwesten, Murs im Norden, Villiers im Osten und Nordosten, Saulnay im Osten, Mézières-en-Brenne im Südosten, Saint-Michel-en-Brenne im Süden, Azay-le-Ferron im Westen sowie Obterre im Nordwesten.

## Bevölkerungsentwicklung
| 1962                      | 1968 | 1975 | 1982 | 1990 | 1999 | 2006 | 2013 |
| ------------------------- | ---- | ---- | ---- | ---- | ---- | ---- | ---- |
| 693                       | 568  | 472  | 440  | 382  | 354  | 355  | 351  |
| Quelle: Cassini und INSEE |      |      |      |      |      |      |      |

## Sehenswürdigkeiten
- Kirche Saint-Étienne aus dem 12. Jahrhundert

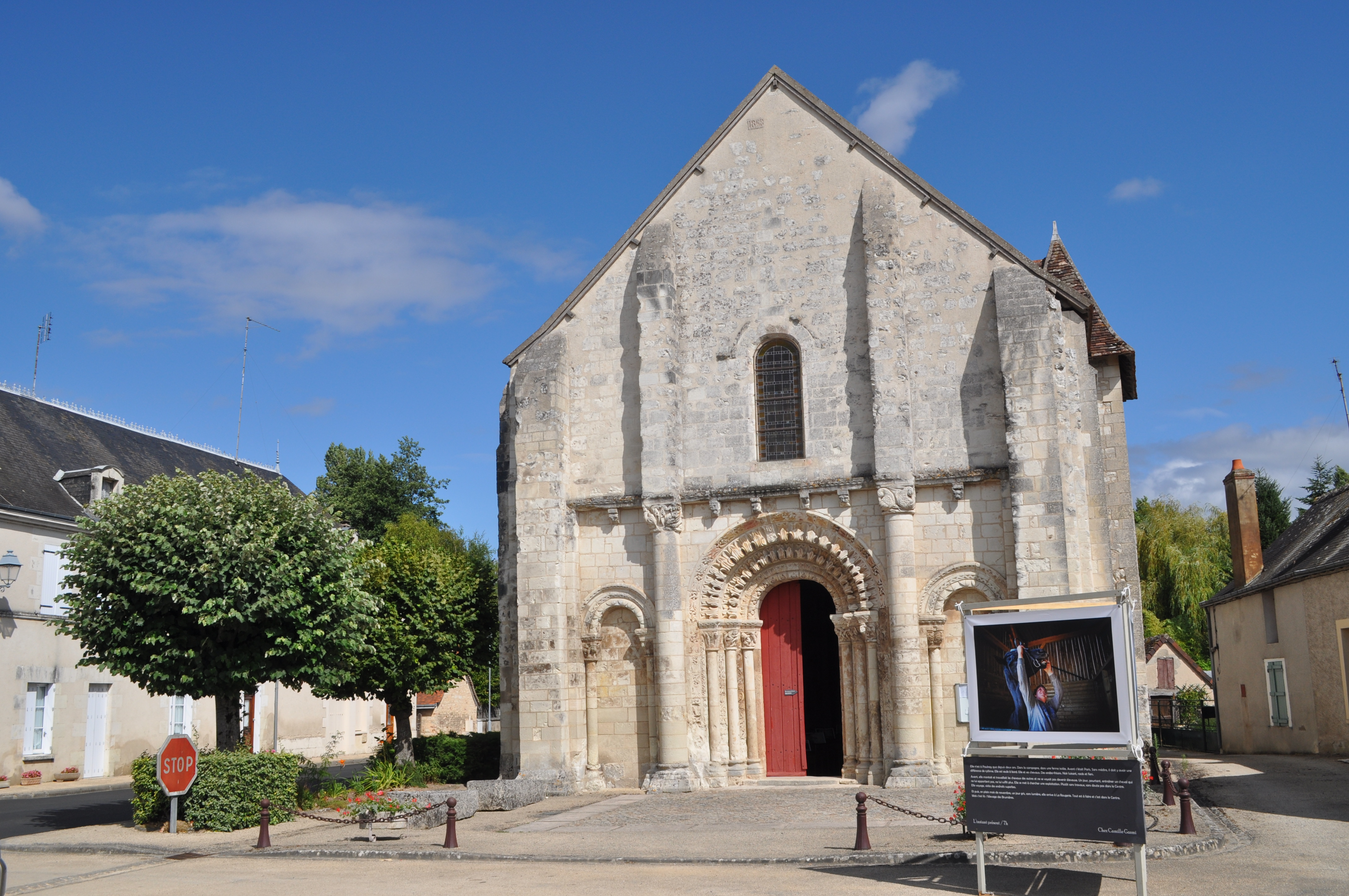
Kirche Saint-Étienne